# Seznam ruských a sovětských ponorek
Seznam ruských a sovětských ponorek je seznam ponorek ruského carského, sovětského a ruského námořnictva.

## Konvenční ponorky
- Delfin
- Třída Kasatka (6 ks)
- Třída Som (Holland) (7 ks)
- Třída Osetr (Lake) (6 ks)
- Forel
- Třída Karp (3 ks)
- Třída Kajman (4 ks)
- Minoga
- Akula
- Pochtovyj
- Krab
- Třída Morž (3 ks)
- Třída Narval (3 ks)
- Třída Bars (24 ks)
- Třída AG (11 ks)
- Třída D (Děkabrist) (6 ks)
- Třída L (Leninec) (25 ks)
- Třída Ščuka (88 ks)
- Třída P (Pravda) (3 ks)
- Třída S (56 ks)
- Třída M (Maljutka) (141 ks)
- Třída K (12 ks)

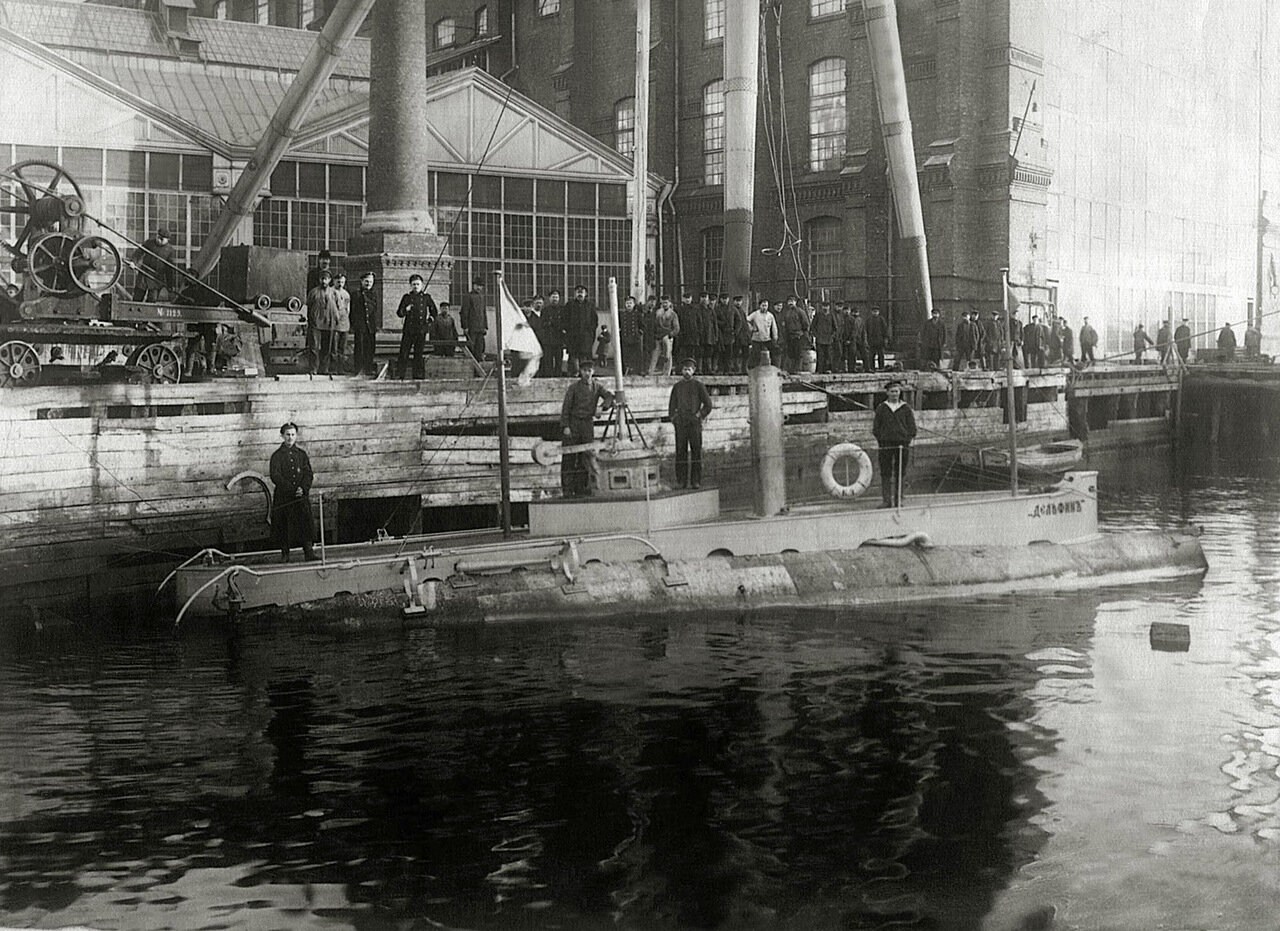
Delfin

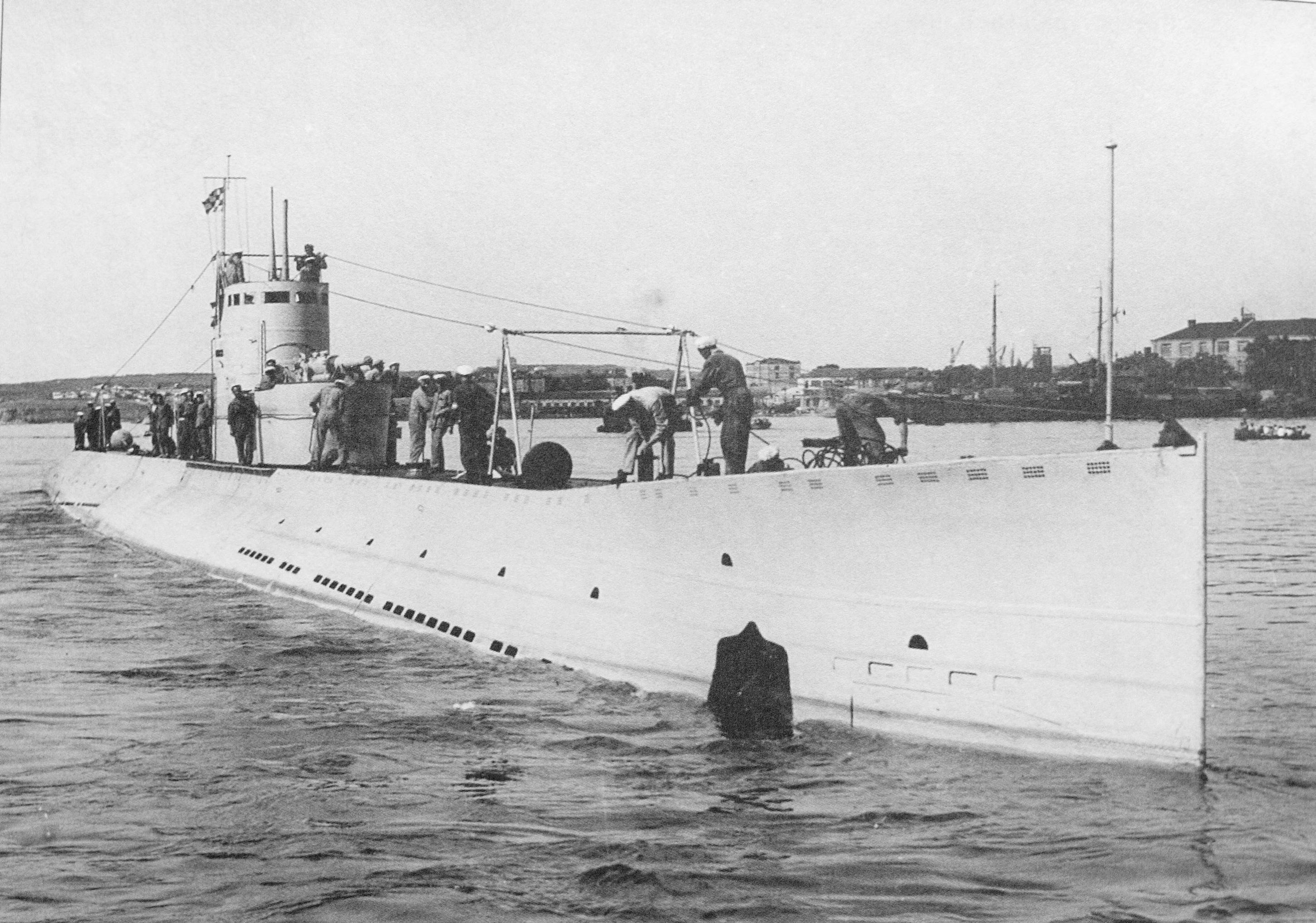
L-4

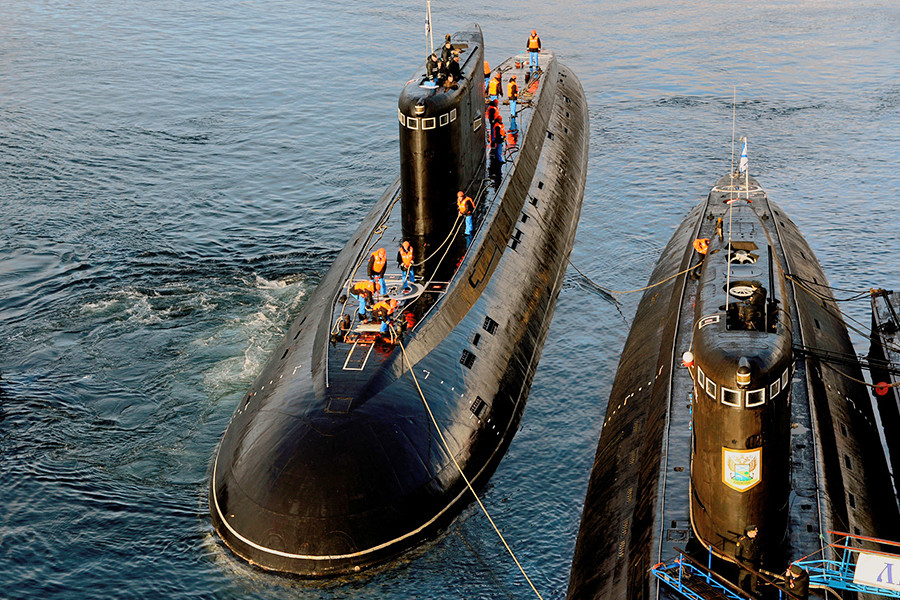
Kaluga a Lipeck

- Projekt 613 / třída Whiskey (215 ks pro SSSR)
- Projekt 611 / třída Zulu (26 ks)
- Projekt 633 / třída Romeo (20 ks pro SSSR)
- Projekt 615 / třída Quebec (30 ks)
- Projekt 617 / třída Whale (1 ks) – experimentální ponorka
- Projekt 641 / třída Foxtrot (79 ks)
- Projekt 641B / třída Tango (18 ks)
- Projekt 877 / Projekt 636 / třída Kilo (37 ks pro SSSR a Rusko, 4 nedokončeny)
- Projekt 677 / třída Lada (6 ks)

### Kořistní konvenční ponorky
- Delfinul – roku 1944 ukořistěna v Rumunsku, přejmenována TS-3
- Rechinul – roku 1944 ukořistěna v Rumunsku, přejmenována TS-1
- Marsuinul – roku 1944 ukořistěna v Rumunsku, přejmenována TS-2

## Jaderné útočné
- Projekt 627 / November (14 ks)
- Projekt 671 / Victor I (16 ks)
- Projekt 671RT / Victor II (7 ks)

Ponorka projektu 627 / November

Ponorka projektu 885 / Severodvinsk

- Projekt 671RTM / Victor III (26 ks)
- Projekt 705 / Alfa (7 ks)
- Projekt 945 / Sierra (4 ks)
- Projekt 685 / Mike (1 ks)
- Projekt 971 / Akula (15 ks, další tři přestavěny na raketonosné projektu 955, další tři nedokončeny)
- Projekt 885 / Severodvinsk (3 ks, dalších 6 rozestavěno)

## Nosiče letounových střel

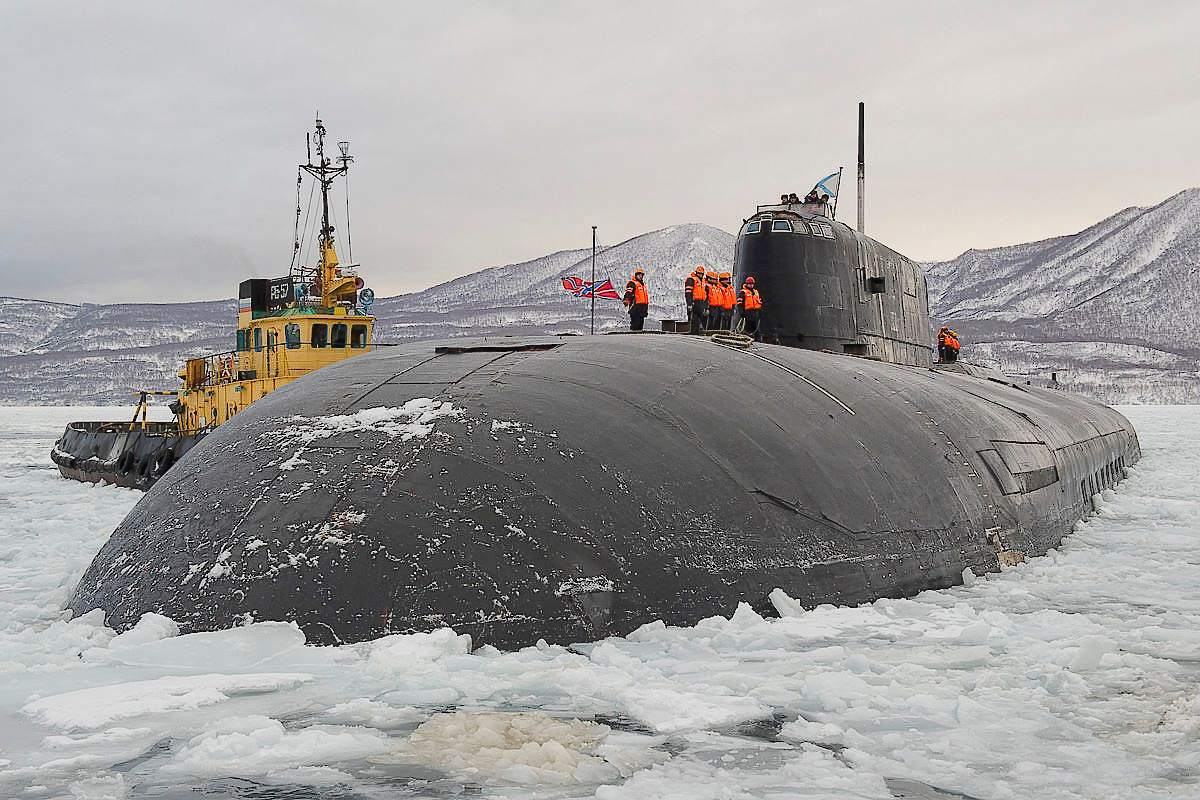
Ponorka K-150 Tomsk Projektu 949 / Oscar

- Projekt 613 / Whiskey Single Cylinder (1 ks)
- Projekt 613 / Whiskey Twin Cylinder (6 ks)
- Projekt 613 / Whiskey Long Bin (6 ks)
- Projekt 659 / Echo (34 ks)
- Projekt 651 / Juliett (16 ks) – konvenční pohon
- Projekt 670 / Charlie (17 ks)
- Projekt 661 / Papa (1 ks)
- Projekt 949 / Oscar (13 ks rozestavěno, 6 ks dalších rozestavěno)

## Konvenční nosiče balistických raket
- Projekt 629 / Golf (23 ks)
- Projekt 658 / Hotel (8 ks)

## Jaderné nosiče balistických raket
- Projekt 667A / Yankee (34 ks)
- Projekt 667B / Delta I (18 ks)
- Projekt 667BD / Delta II (4 ks)

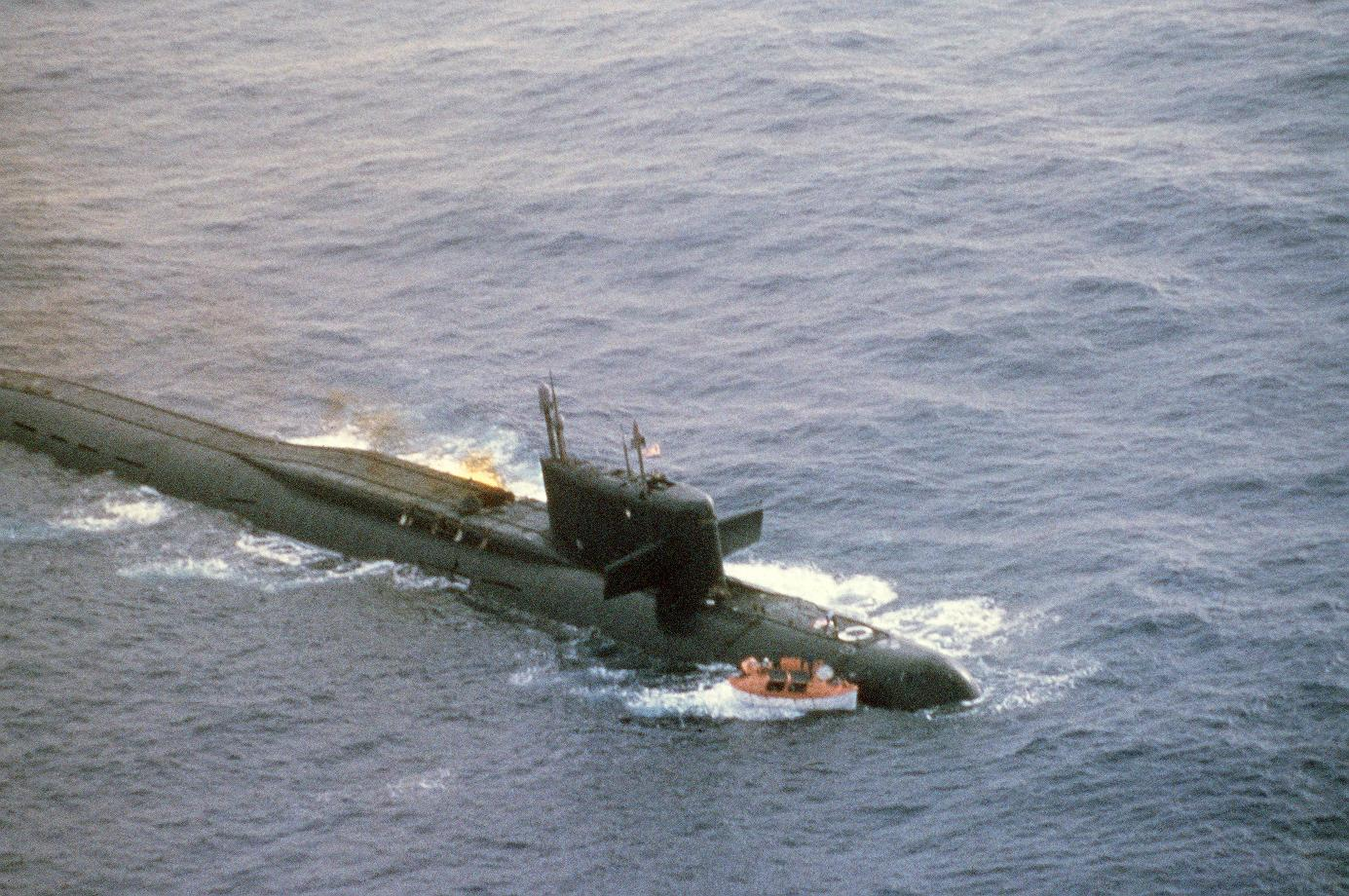
Poškozená ponorka K-219 Projektu 667A / Yankee

- Projekt 667BDR / Delta III (14 ks)
- Projekt 667BDRM / Delta IV (7 ks)
- Projekt 941 / Typhoon (6 ks)
- Projekt 955 / Borej (6 ks, další 4 rozestavěny)

## Speciální ponorky

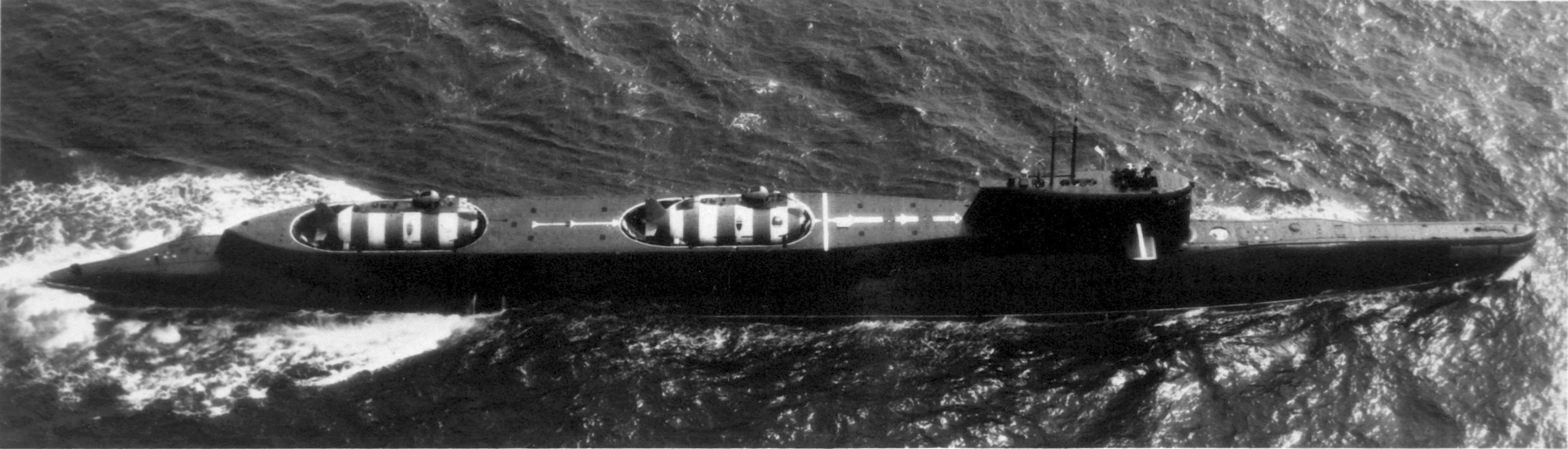
Ponorka Projektu 940 / India. Miniponorky jsou uloženy na jejím hřbetě.

- Projekt 690 / Bravo (4 ks) – cvičné ponorky
- Projekt 940 / India (2 ks) – záchranné ponorky, nosiče miniponorek
- Projekt 1840 / Lima (1 ks) – experimentální ponorka
- Projekt 1910 / Uniform (3 ks) – špionážní ponorky
- Projekt 1710 / Beluga (1 ks) – experimentální ponorka
- Projekt 865 / Losos (2 ks) – ponorka pro speciální operace